# Ключ 40
Ключ 40 (трад. и упр. 宀, 宀) — ключ Канси со значением «крыша»; один из 34, состоящих из трёх штрихов.

## Описание
В словаре Канси есть 246 символов (из 49 030), которые можно найти c этим радикалом.

## История

Вид в Цзиньвэнь
Вид в Цзягувэнь
Вид в большой печати Чжуаньшу
Вид в малой печати Чжуаньшу

Древняя идеограмма изображала дом в разрезе.
В современном языке иероглиф используется в значениях «крыша дома, здание, строение».
Этот иероглиф сильный ключевой знак.
В словарях располагается под номером 40.

## Значение
1. Крыша
2. Дом, здание, строение.
3. Накрывать, закрывать.

## Варианты прочтения
- кит. 宀, пиньинь mián, мьен.
- яп. べん, ben, бен.
- кор. 집 jip, дзип?, 면 myeon, мёон?.

## Варианты написания
Первый штрих [宀] в печатном варианте зависит от региона.
| Традиционный рукописный китайский вариант | Традиционный печатный вариант Китая и Японии |
| ----------------------------------------- | -------------------------------------------- |
| 宀                                        | 宀                                           |

- Примечание: Ваш браузер может отображать иероглифы неправильно.

## Примеры иероглифов
| Доп. штрихи | Иероглифы                                                                  |
| ----------- | -------------------------------------------------------------------------- |
| 0           | 宀                                                                         |
| 1           | 㝉                                                                         |
| 2           | 宁 宂 它 宄 㝊 㝋                                                          |
| 3           | 宅 宆 宇 守 安 𡧃 㝌                                                       |
| 4           | 宊 宋 完 宍 宎 宏 宐 宑 宒 㝎 㝏 㝐 㝑 牢                                  |
| 5           | 定 宛 宜 宝 实 実 宓 宔 宕 宖 宗 官 宙 宠 审 𡧛                            |
| 6           | 客 宣 室 宥 宦 宨 宪 宫 𡧲 𡧳 㝓 㝔 㝕 㝖                                  |
| 7           | 宧 宬 宭 宮 宯 宰 宱 宲 害 宴 宵 家 宷 宸 容 宺 宻 宼 宾 𡨌 𡨚 㝚 㝗 㝘 㝙 |
| 8           | 寃 宿 寀 寁 寂 寄 寅 密 寇 寈 寉 𡨭 𡨧 𡨴 𡨸 𡨹 𡨺 㝛 㝜 㝝 㝞 㝟 㝠 㝡    |
| 9           | 寊 寋 富 寍 寎 寏 寐 寑 寒 寓 寔 寕 寪 𡩋 𡩅 㝢 㝣                         |
| 10          | 寘 寖 寗 寘 寙 寚 寛 寜 寝 𡩣 㝤 㝥 㝦 㝧 㝨                               |
| 11          | 寞 察 寠 寡 寢 寣 寤 寥 實 寧 寨 𡪜 𡪁 𡪇 㝪 㝫 㝬 㝩                      |
| 12          | 𪧦 審 寫 寬 寭 寮 𡪦 𡪻 㝭 㝮 㝯 寮                                        |
| 13          | 寯 寰 𡫐                                                                   |
| 14          | 寱 寲                                                                      |
| 15          | 𡫡 𡫨 𡫫 㝰                                                                |
| 16          | 寳 寴 寵 𡫶                                                                |
| 17          | 寶                                                                         |
| 18          | 寷 㝱                                                                      |
| 19          | 𡬈                                                                         |
| 23          | 㝲                                                                         |

- Примечание: Ваш браузер может отображать иероглифы неправильно.